# 平川健太郎
平川 健太郎（ひらかわ けんたろう、1969年（昭和44年）12月21日 - ）は、日本テレビのエグゼクティブアナウンサー。

## 略歴
千葉県八千代市出身。千葉県立八千代高等学校卒業後、上智大学文学部英文学科に進学。フジテレビアナウンサー西山喜久恵は学部・学科で同期生だった。大学時代はレスリング部に所属していた。
大学卒業後、1992年に日本テレビに入社しアナウンス部に配属。同期入社アナウンサーに、野口敦史、大神いずみ、松本志のぶがいる。
元来のプロレスファンで、日テレ志望理由は「全日本プロレス中継を実況したいから」であり、アナウンス部配属後は主に箱根駅伝中継での実況や、プロ野球・プロレスといったスポーツ中継を中心に活動をしている。
2006年に第27回NNSアナウンス大賞テレビ部門大賞を受賞した。2015年より現職。

## 人物

### 箱根駅伝関連
- 箱根駅伝中継では第80回大会と第85回大会から第89回大会まで5年連続（通算6回）で往路ゴール、復路スタートおよびゴールの実況を担当。第85回大会と第86回大会では東洋大学の柏原竜二（現・富士通）を『山の神童（第86回大会では『山の竜神』）』とコメント。第87回大会の復路ゴールでは、早稲田大学の18年ぶりの総合優勝の瞬間を実況した。第90回大会からはその役割を後輩の蛯原哲に譲っている。
- 第91回大会から、村山喜彦に代わり6代目センター実況を担当することになった。以後、第100回大会まで10年連続でセンター実況を務めることになり、小川光明・山下末則・村山喜彦の歴代最多回数（8回）を更新。なお、2022年1月10日放送の『人生が変わる1分間の深イイ話』にはVTRで出演し、実況する際必ず1回はフルネームで選手を呼ぶことを基本としていると語った[2]。
  - 日テレの深夜枠「AnichU」にて2018年～2019年に放送した連続テレビアニメーション『風が強く吹いている』では箱根駅伝を描いていることから、劇中で展開される箱根駅伝の中継実況アナウンサー（の声）を担当した。
- 第101回大会ではセンター実況を蛯原に譲り、第84回大会以来17年ぶりに1号車の実況を務めた。

### プロ野球関連
- プロ野球中継でも活躍しており、日本シリーズでは2008年の第7戦（読売ジャイアンツ対埼玉西武ライオンズ）と2009年の第5戦と2012年の第1戦（ともに読売ジャイアンツ対北海道日本ハムファイターズ）、2013年の第3戦（読売ジャイアンツ対東北楽天ゴールデンイーグルス）、オールスターゲームは2009年の第1戦を担当した。

また、2009年の読売ジャイアンツのセ・リーグ優勝決定戦（9月23日、対中日ドラゴンズ戦）も実況した。2011年3月25日の対横浜戦で入社以来初めてとなる巨人のシーズン開幕戦（開催が東京ドームの場合のみ）実況を担当する予定だったが、同11日に発生した東北地方太平洋沖地震による計画停電により、ナイターが自粛となったため行なわれなかった。その後、開幕戦が同年4月12日の対ヤクルト戦（ユーピーアールスタジアム宇部）に延期となったが、その試合の中継で実況を担当した。
2012年3月30日の巨人対ヤクルト戦で東京ドームでの巨人のシーズン開幕戦の実況を担当。前年は震災の影響で実現できなかったため、自身にとって初の本拠地での巨人開幕戦実況だった。2017年3月31日の対中日戦で5年ぶり（通算3度目）に巨人のシーズン開幕戦の実況を担当した。2022年3月25日の対中日戦で5年ぶり(通算4度目)に巨人のシーズン開幕戦の実況を担当した。2024年3月29日の対阪神戦で2年ぶり5度目の巨人のシーズン開幕戦の実況を担当した。2025年3月28日の対東京ヤクルト戦で2年連続通算6度目の巨人のシーズン開幕戦の実況を担当した。

### プロレス関連
学生時代から大変なプロレスファンで、プロレスの実況を希望し日テレに入社している。
学生時代にレスリングを経験しているが、それもプロレス熱が高じてのことで、同僚にジャーマン・スープレックスを仕掛けたりしていた。その経験もあって、レスリング実況においても、同局では平川が主力となっている。
入社後は希望通りにプロレス班に配属され、全日本プロレス中継では先輩の金子茂、同期の野口敦史らが異動となってからメインアナウンサーとなり、金子の異動後にチーフに就任した。
プロレスリング・ノア中継開始後も引き続きチーフとなっている。
日本テレビがノア中継から撤退した後は実況の機会はなくなったが、日テレジータスやWebで放送・配信されるコンテンツの案内役として、プロレスに関わり続けている。

### 名言
- 最後の戦いが終わりました。1999年5月2日、世界の巨人・ジャイアント馬場、引退!王者の魂が今、天に向かって旅立っていきました。タッグパートナーのデストロイヤーが今、馬場とガッチリと握手を交わしました。（1999年5月2日、東京ドーム大会・ジャイアント馬場引退記念・追悼試合。テンカウントが終わり、リング上に置かれた馬場のリングシューズにデストロイヤーが手をかけた瞬間）
- 存在そのものがプロレス、闘いそのものが王道でした。プロ野球・巨人軍のエースを夢見たかつての少年が、レスラーとして選んだ最後のリングは東京ドームでした。「天国に行っても、プロレスをやっていると思います」、元子夫人の言葉通り、馬場さんは今すぐにでも新たなリングに立つでしょう。ボボ・ブラジルが、フリッツ・フォン・エリックが、ブルーザー・ブロディが、手ぐすねを引いて待っています。しかし、私たちは馬場さんが、また世界チャンピオンになることを信じて疑いません。また、すごい試合をしてください。馬場さんありがとう!そして、馬場さん、行ってらっしゃい!!（同上）
- 雨の東京北の丸、日本武道館は涙に濡れました。武道館が泣いている!395日ぶり、ついに、小橋建太が帰ってきました!!（2002年2月17日、日本武道館大会・小橋建太復帰戦入場シーン）
- 職業欄に「プロレスラー」と書きたいから、高山は今日このリング、そして小橋建太を選びました!!（2004年4月25日、日本武道館大会・小橋建太vs高山善廣。高山がPRIDEのオファーを蹴ってまでノアを選んだことに触れて）
- やめろ、やめろー!（2004年7月10日、東京ドーム大会・小橋建太vs秋山準。秋山がコーナーポスト上の小橋に対し断崖式エクスプロイダーの体勢に入った瞬間）
- 見ているのが辛い。ここまでやらなくてはならないのか。ここまでしなければ、小橋と秋山は語れないのか!（同上）
- 意識があればそれは奇跡的なことです。そして、このまま試合が続けられれば、それは人類として考えられないことです!!／巨人戦でも、ここまで東京ドームは揺れません!!（同上）
- 馬場さんのプロレスを守るためにノアを立ち上げた三沢、そして馬場さんの築いた城を守るために全日本に残った川田。どちらが偉いとか、尊いとか、かっこいいとか、そんなことは問題ではありません。これは、二人の男の生き様です!（2005年7月18日、東京ドーム大会・三沢vs川田）
- 吉田沙保里の顔になっています。大丈夫です!（2008年8月16日、北京オリンピック女子レスリングフリースタイル55kg級決勝）
- 負ける怖さを知った上での、世界の頂点です!（同上）
- 三沢光晴はプロレスの宝、そして俺たちの誇りです!／最後も右肘でした。今日も、三沢が勝ちました!（2009年6月22日、三沢逝去後初の後楽園ホール大会終了時）

## 出演
太字は出演中

### 担当番組
報道・情報番組
| 期間         | 期間          | 番組名                         | 役職                                 | 備考 |
| ------------ | ------------- | ------------------------------ | ------------------------------------ | --- |
| 1993年4月5日 | 1995年9月29日 | NNNニュースプラス1【平日版】   | スポーツコーナー                     | |
| 1994年4月    | 1995年3月     | どんまい!! SPORTS&WIDE         | スポーツニュースパートでのレポーター | |
| 1995年4月7日 | 1997年2月28日 | Oh!診                          | 司会                                 | |
| 1998年4月7日 | 2001年9月29日 | NNNニュースダッシュ            | キャスター                           | 『ルックルックこんにちは』の司会就任に伴い異動した松永二三男の後任として1998年5月29日まで平日担当、同年6月6日から村山喜彦と入れ違いとして土曜日担当 |
| 2000年代前半 | 2000年代前半  | NNNニューススポット            | シフト勤務キャスター                 | |
| 2006年10月   | 2010年3月     | NNN Newsリアルタイム・サタデー | 矢島学の代役                         | いずれも出張に伴う代理として随時担当 |
| 2010年4月    | 2018年9月     | news every.サタデー            | 菅谷大介の代役                       | いずれも出張に伴う代理として随時担当 |

バラエティ・実況担当番組・その他
- スポーツ中継
- プロレスクラシック〜伝承〜（日テレジータス）
- プロレスリング・ノア中継（実況）
- ご存じですか
- 吉本ばかな
- 人類滅亡と13のコント集
- ヒューヒュー
- 北京オリンピック女子レスリング 実況

### テレビアニメ
- 風が強く吹いている（2019年） - アナウンサー 役

### ゲーム
- 全日本プロレス FEATURING VIRTUA（セガサターン用ソフト、セガ、1997年10月23日発売） - 実況

### Web
- 日テレプロレス中継アーカイ部（一部動画で進行を担当）